# Boa portorykański
Boa portorykański (Chilabothrus inornatus) – gatunek węża z rodziny dusicielowatych (Boidae). Nie jest jadowity.

## Morfologia
Smukły. Umaszczenie ciemnobrązowe. Wąż dorasta do 2,7 m długości.

## Występowanie
Endemit, występuje jedynie na Portoryko. Najczęściej spotkać go można na obszarach krasowych na północnym zachodzie wyspy.

## Pożywienie
Spożywa małe ssaki, ptaki i jaszczurki. Poluje poprzez objęcie ofiary swą paszczą, a następnie owinięcie jej splotami swego ciała i duszenie. Następnie zdobycz jest połykana, przy czym wąż zaczyna od głowy swej ofiary.
Ponieważ region krasowy obfituje w jaskinie, węże te polują m.in. na nietoperze. Kiedyś zagadkę stanowiło, jak udaje im się schwytać latające zwierzę. Obserwacje pokazały, że boa czatują przy wejściu do jaskini na wylatującego nietoperza. Gdy się pojawi, chwytają go w szczęki, by za chwilę go udusić.

## Rozmnażanie
Ciężarne samice rodzą około 23–26 młodych boa. Osobników młodocianych tego gatunku nie trzyma się w niewoli, ponieważ nie poznano ich diety.

## Status
Źródła historyczne, niektóre sięgające aż do XVIII wieku, mówią, że gatunek był względnie liczny. Tłuszczu tego zwierzęcia używano do produkcji oleju, który szedł na eksport. Na sytuację tę nałożyła się jednoczesna utrata środowiska życia. Wylesianie na wyspie trwa nadal, a na początku XX wieku zostało już bardzo niewiele naturalnych lasów. Boa stały się tak rzadkie, że ekspedycja U.S. Natural Museum w 1900 nie spotkała ani jednego osobnika. Dodatkowo polowanie przez mangusty introdukowane w tym czasie prawdopodobnie też przyczyniło się do takowego stanu, choć nie ma na to dokładnych dowodów. Co prawda w ostatnich latach populacja trochę odżyła, ale nie na tyle, by można było zarzucić ochronę. Gatunek ten od 2023 roku jest objęty załącznikiem II konwencji waszyngtońskiej (CITES) i aneksem B UE.